# Maíz dulce
El maíz dulce (Zea mays L. var. rugosa) es una variedad de maíz con elevado contenido en azúcar. 
El grano del maíz dulce es el resultado de una mutación en los genes que controlan la conversión del azúcar en almidón en el endosperma (tejido de reserva). Las mazorcas de maíz dulce son cosechadas en una etapa precoz de su crecimiento (estadio lechoso). La maduración del grano produce la conversión del azúcar en almidón, por lo cual el maíz dulce se conserva poco tiempo y se come fresco, o bien se comercializa enlatado o congelado, antes de que los granos se endurezcan y se vuelvan ricos en almidón.

## Historia
El maíz dulce fue una mutación espontánea del maíz de campo silvestre y cultivado por varias naciones amerindias. Los iroquéses tuvieron el primer maíz dulce registrado  (llamado Papoon) a los colonos europeos en 1779. Y prontamente fue un popular cereal en las regiones sur y centrales de EE. UU.
Sus variedades de polinización abierta estuvieron ampliamente disponibles en EE. UU. en el siglo XIX. Dos de las más antiguas  variedades, aún son vendidas hoy: Country Gentleman, con hileras blancas en irregulares filas, y Stowell's Evergreen.
La producción en el siglo XX estuvo influenciado por las siguientes desarrollos:
- la hibridación permitió una maduración más uniforme, mejorando la calidad y la resistencia a enfermedades
- la identificación de los genes mutados responsables del dulzor, y la habilidad para mejorar variedades basadas en estas características:
  - su (dulce normal)
  - se (dulce mejorado, originalmente denominado Everlasting Heritage)
  - sh2 (shrunken-2)[3]

Actualmente hay centenares de variedades, y constantemente se desarrollan más.